# Bexleyhill
Bexleyhill – wieś w Anglii, w hrabstwie West Sussex. Leży 20 km na północ od miasta Chichester i 69 km na południowy zachód od Londynu.